# Paul Alappatt
Paul Alappatt (* 21. April 1962 in Edathuruthy, Indien) ist ein indischer Geistlicher und Bischof von Ramanathapuram.

## Leben
Paul Alappatt empfing am 27. Dezember 1987 das Sakrament der Priesterweihe und wurde in den Klerus des Bistums Trichur inkardiniert.
Am 18. Januar 2010 ernannte ihn Papst Benedikt XVI. zum Bischof von Ramanathapuram. Der Erzbischof von Trichur, Andrews Thazhath, spendete ihm am 11. April desselben Jahres die Bischofsweihe; Mitkonsekratoren waren der emeritierte Erzbischof von Trichur, Jacob Thoomkuzhy, und der Bischof von Palghat, Jacob Manathodath.